# Léchelle (Seine-et-Marne)
Pour les articles homonymes, voir Léchelle.
Léchelle est une commune française située dans le département de Seine-et-Marne en région Île-de-France.

## Géographie

### Localisation
La commune est située à environ 7,5 kilomètres au nord-ouest  de Provins.

### Hydrographie

#### Réseau hydrographique

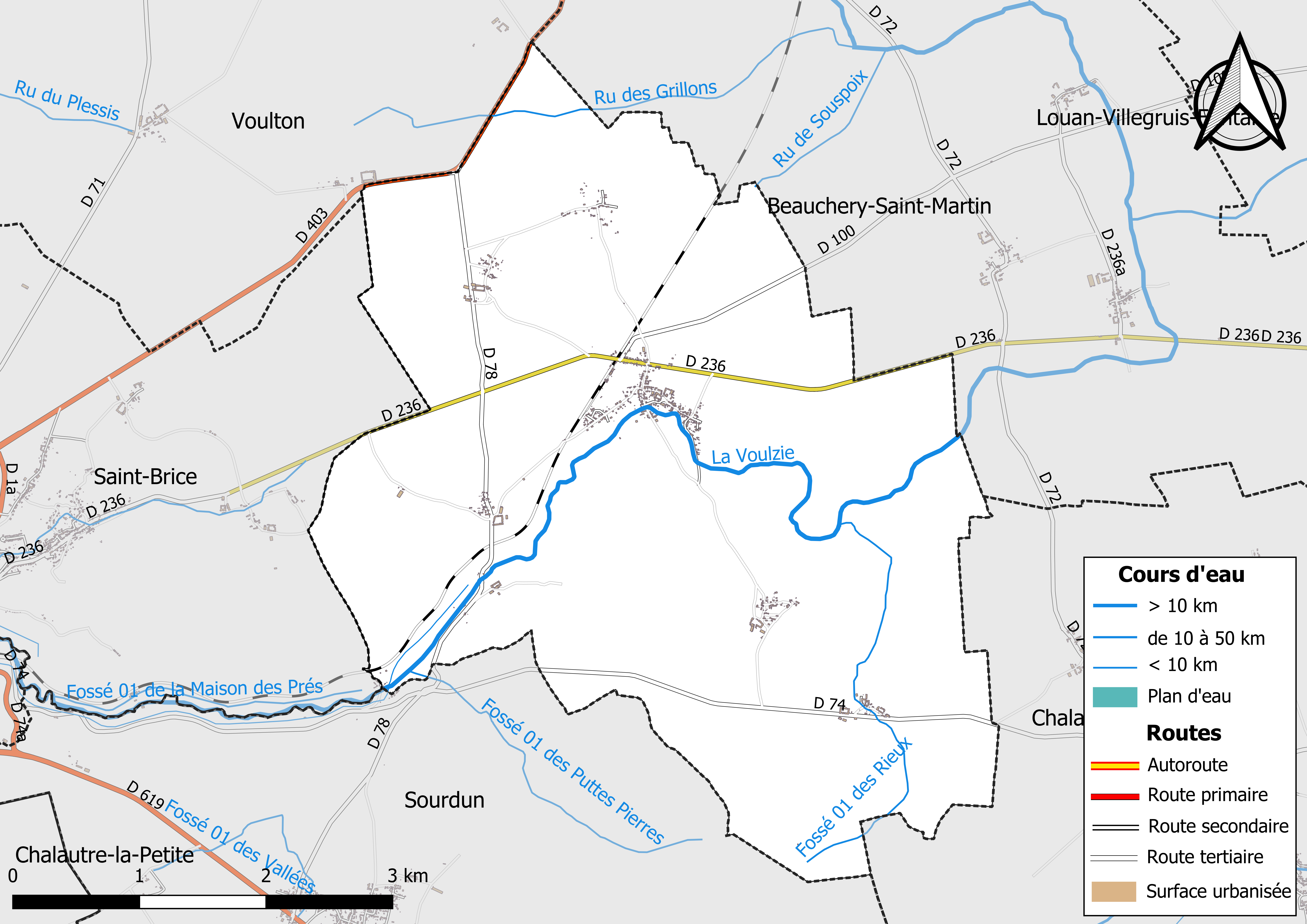
Carte des réseaux hydrographique et routier de Léchelle.

Le réseau hydrographique de la commune se compose de cinq cours d'eau référencés :
- la rivière Voulzie, longue de 43,9 km[1], affluent de la Seine en rive droite ;
  - le ru de Souspoix, 1,6 km[2], et ;
  - le ru des Grillons, 4,4 km[3], affluents de la Voulzie ;
  - le fossé 01 des Puttes Pierres, 3 km[4], et ;
  - le fossé 01 des Rieux, 3,7 km[5], qui confluent avec la Voulzie.

Par ailleurs, son territoire est également traversé par le canal des Ormes, aqueduc, conduite forcée de 24,31 km qui conflue avec la Voulzie et par l’aqueduc de la Voulzie.
La longueur totale des cours d'eau sur la commune est de 13,9 km.

#### Gestion des cours d'eau
Afin d’atteindre le bon état des eaux imposé par la Directive-cadre sur l'eau du 23 octobre 2000, plusieurs outils de gestion intégrée s’articulent à différentes échelles : le SDAGE, à l’échelle du bassin hydrographique, et le SAGE, à l’échelle locale. Ce dernier fixe les objectifs généraux d’utilisation, de mise en valeur et de protection quantitative et qualitative des ressources en eau superficielle et souterraine. Le département de Seine-et-Marne est couvert par six SAGE, au sein du bassin Seine-Normandie.
La commune fait partie du SAGE « Bassée Voulzie », en cours d'élaboration en décembre 2020. Le territoire de ce SAGE concerne 144 communes dont 73 en Seine-et-Marne, 50 dans l'Aube, 15 dans la Marne et 6 dans l'Yonne, pour une superficie de 1 710 km2,. Le pilotage et l’animation du SAGE sont assurés par Syndicat Mixte Ouvert de l’eau potable, de l’assainissement collectif, de l’assainissement non collectif, des milieux aquatiques et de la démoustication (SDDEA), qualifié de « structure porteuse ».

### Climat
Pour des articles plus généraux, voir Climat de l'Île-de-France et Climat de Seine-et-Marne.
En 2010, le climat de la commune est de type climat océanique dégradé des plaines du Centre et du Nord, selon une étude du CNRS s'appuyant sur une série de données couvrant la période 1971-2000. En 2020, Météo-France publie une typologie des climats de la France métropolitaine dans laquelle la commune est exposée à un climat océanique altéré et est dans la région climatique Nord-est du bassin Parisien, caractérisée par un ensoleillement médiocre, une pluviométrie moyenne régulièrement répartie au cours de l’année et un hiver froid (3 °C).
Pour la période 1971-2000, la température annuelle moyenne est de 10,6 °C, avec une amplitude thermique annuelle de 15,6 °C. Le cumul annuel moyen de précipitations est de 741 mm, avec 11,9 jours de précipitations en janvier et 7,8 jours en juillet. Pour la période 1991-2020, la température moyenne annuelle observée sur la station météorologique la plus proche, située sur la commune de Voulton à 6 km à vol d'oiseau, est de 11,3 °C et le cumul annuel moyen de précipitations est de 740,8 mm,. Pour l'avenir, les paramètres climatiques de la commune estimés pour 2050 selon différents scénarios d'émission de gaz à effet de serre sont consultables sur un site dédié publié par Météo-France en novembre 2022.

### Milieux naturels et biodiversité

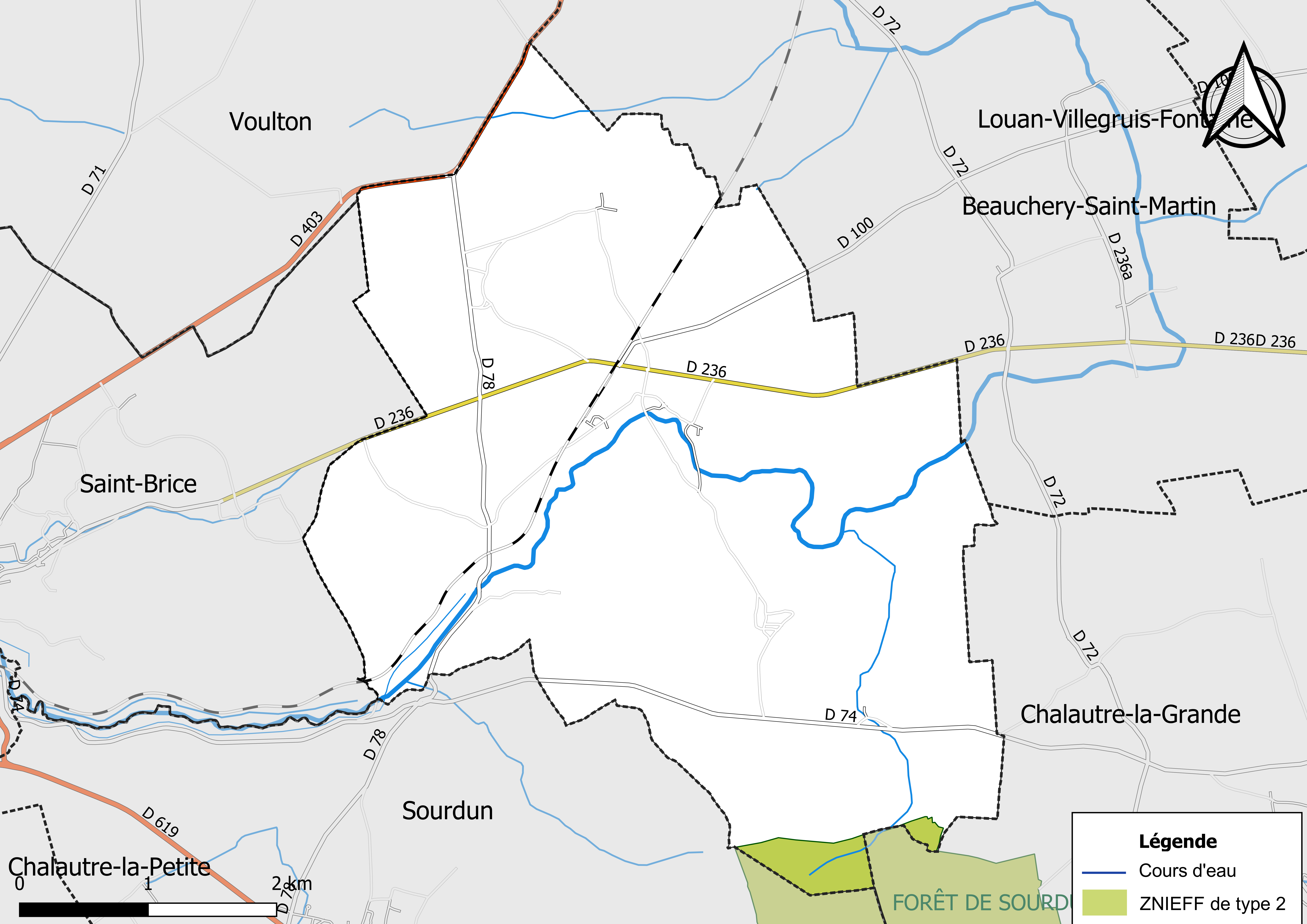
Carte des ZNIEFF de type 2 localisées sur la commune.

L’inventaire des zones naturelles d'intérêt écologique, faunistique et floristique (ZNIEFF) a pour objectif de réaliser une couverture des zones les plus intéressantes sur le plan écologique, essentiellement dans la perspective d’améliorer la connaissance du patrimoine naturel national et de fournir aux différents décideurs un outil d’aide à la prise en compte de l’environnement dans l’aménagement du territoire.
Le territoire communal de Léchelle comprend une ZNIEFF de type 2,,, 
la « Forêt de Sourdun » (1 744 ha), couvrant 7 communes du département.

## Urbanisme

### Typologie
Au 1er janvier 2024, Léchelle est catégorisée commune rurale à habitat dispersé, selon la nouvelle grille communale de densité à sept niveaux définie par l'Insee en 2022.
Elle est située hors unité urbaine. Par ailleurs la commune fait partie de l'aire d'attraction de Paris, dont elle est une commune de la couronne,. Cette aire regroupe 1 929 communes,.

### Lieux-dits et écarts
La commune compte 87 lieux-dits administratifs répertoriés consultables ici.

### Occupation des sols
L'occupation des sols de la commune, telle qu'elle ressort de la base de données européenne d’occupation biophysique des sols Corine Land Cover (CLC), est marquée par l'importance des territoires agricoles (88,8 % en 2018), une proportion sensiblement équivalente à celle de 1990 (88,7 %). La répartition détaillée en 2018 est la suivante : 
terres arables (88,3% ), forêts (9,5% ), zones urbanisées (1,7% ), prairies (0,5 %).
Parallèlement, L'Institut Paris Région, agence d'urbanisme de la région Île-de-France, a mis en place un inventaire numérique de l'occupation du sol de l'Île-de-France, dénommé le MOS (Mode d'occupation du sol), actualisé régulièrement depuis sa première édition en 1982. Réalisé à partir de photos aériennes, le Mos distingue les espaces naturels, agricoles et forestiers mais aussi les espaces urbains (habitat, infrastructures, équipements, activités économiques, etc.) selon une classification pouvant aller jusqu'à 81 postes, différente de celle de Corine Land Cover,,. L'Institut met également à disposition des outils permettant de visualiser par photo aérienne l'évolution de l'occupation des sols de la commune entre 1949 et 2018.

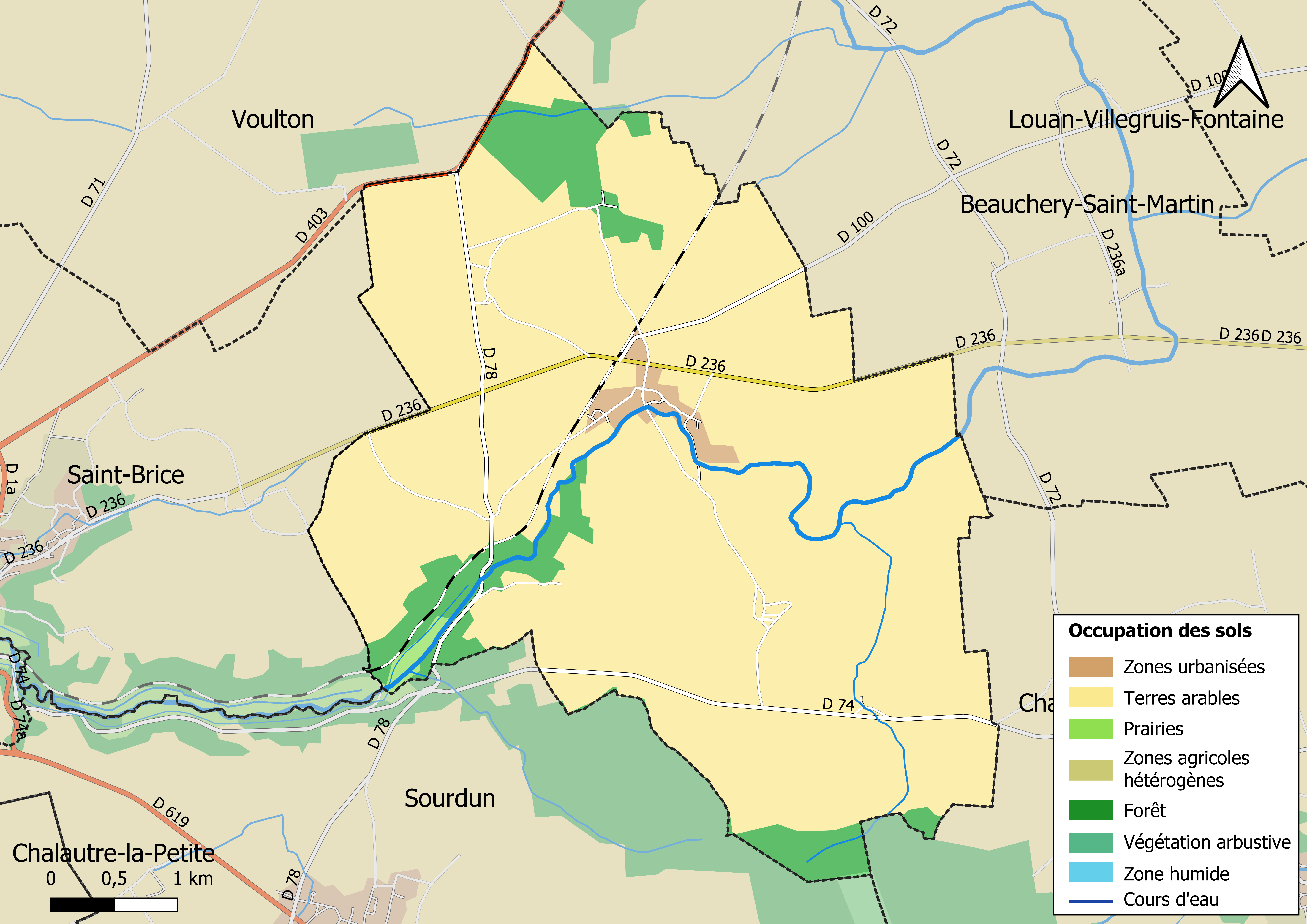
Carte des infrastructures et de l'occupation des sols en 2018 (CLC) de la commune.
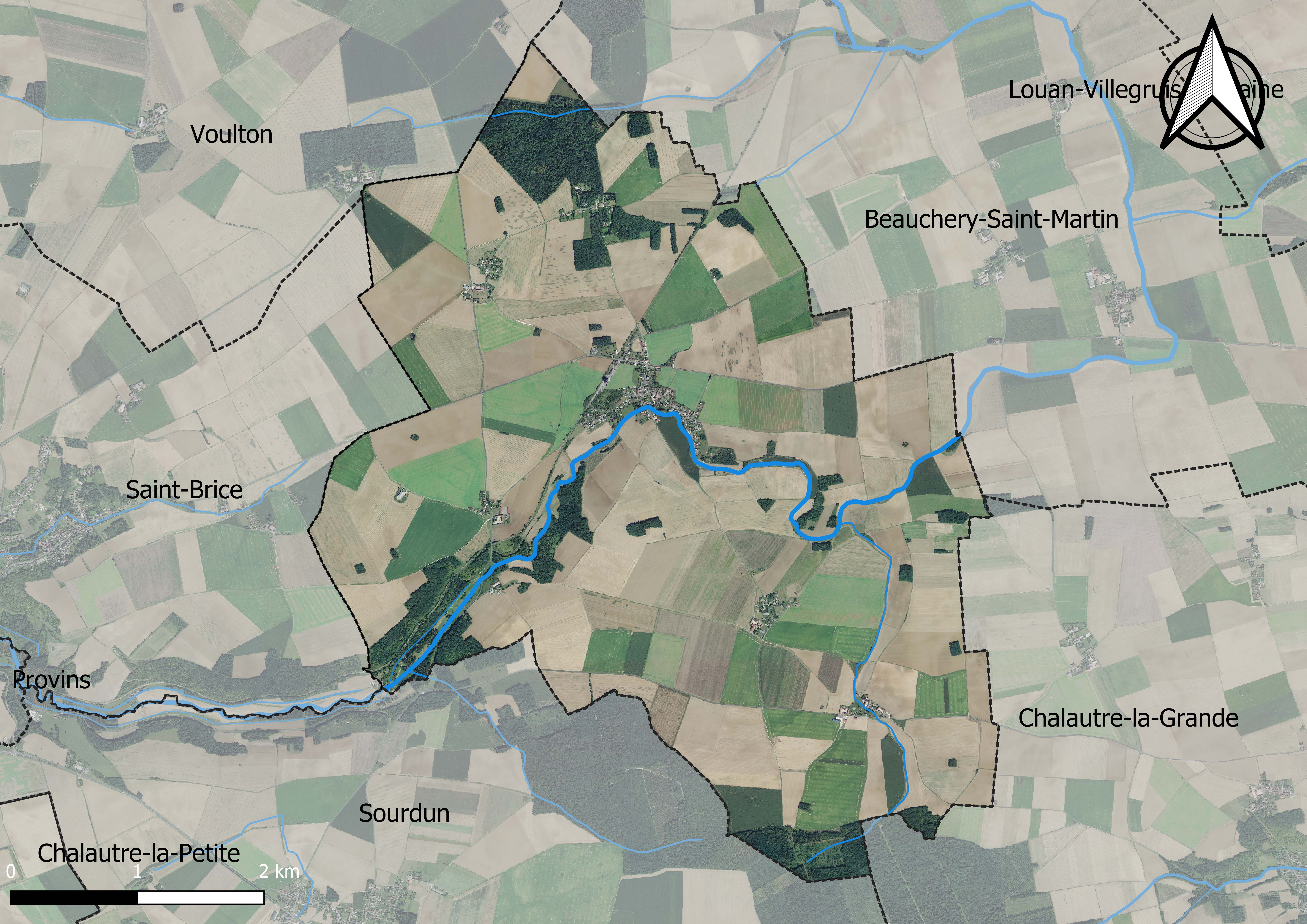
Carte orhophotogrammétrique de la commune.

### Planification
La loi SRU du 13 décembre 2000 a incité les communes à se regrouper au sein d’un établissement public, pour déterminer les partis d’aménagement de l’espace au sein d’un SCoT, un document d’orientation stratégique des politiques publiques à une grande échelle et à un horizon de 20 ans et s'imposant aux documents d'urbanisme locaux, les PLU (Plan local d'urbanisme). La commune est dans le territoire du SCOT Grand Provinois, dont le projet a été arrêté le 29 janvier 2020, porté par le syndicat mixte d’études et de programmation (SMEP) du Grand Provinois, qui regroupe les Communautés de Communes du Provinois et de Bassée-Montois, soit 82 communes.
La commune disposait en 2019 d'un plan local d'urbanisme en révision. Le zonage réglementaire et le règlement associé peuvent être consultés sur le Géoportail de l'urbanisme.

### Logement
En 2016, le nombre total de logements dans la commune était de 252 dont 99,6 % de maisons.
Parmi ces logements, 86,1 % étaient des résidences principales, 6 % des résidences secondaires et 8 % des logements vacants.
La part des ménages fiscaux propriétaires de leur résidence principale s’élevait à 85,7 % contre 11,1 % de locataires et 3,2 % logés gratuitement.

## Toponymie
Le nom de la localité est mentionné sous les formes Ecclesia de Scala Domo en 1164 ; Leschieres en 1222, ; Apud Leschieras vers 1210 ; Lescheriae en 1250 ; La maison fort de Leschieres en 1262 ; Lescelles en 1410 ; Leschelles lez Prouvins en 1494 ; Leschelles en 1499 ; Lechelle lez Provins en 1512.
De latin Liscarias : « le lieu où les plantes croisent rapidement », « lieu plein de roseaux ».

## Histoire
- Le 15 mars 1814, les troupes des maréchaux d'Empire Macdonald et Oudinot affrontent les troupes russes du général Rundinger, avant-garde du comte Pahlen du 6e Corps d'Armée de Wittgenstein. Le 16 mars, les troupes des divisions Leval et Henri Rottembourg vont affronter le gros de l'ennemi sur une ligne Léchelle-Cormeron. Elles font obstacle à l'objectif des armées du général Schwarzenberg de prendre Provins. Elles résistent à l'assaut désordonné des différentes divisions russes toute la journée. Les troupes alliées se replient le soir vers Arcis-sur-Aube, inquiètes de la manœuvre d'encerclement de Napoléon par Arcis-sur-Aube.

## Politique et administration
| Période                                  | Période  | Identité        | Étiquette | Qualité |
| ---------------------------------------- | -------- | --------------- | --------- | ------- |
| 1995                                     | 2008     | Jacques Michel  |           |         |
| mars 2008                                | 2020     | Edmond Kaluzny  |           |         |
| 2020                                     | En cours | Martine Legrand |           |         |
| Les données manquantes sont à compléter. |          |                 |           |         |

## Équipements et services

### Eau et assainissement
L’organisation de la distribution de l’eau potable, de la collecte et du traitement des eaux usées et pluviales relève des communes. La loi NOTRe de 2015 a accru le rôle des EPCI à fiscalité propre en leur transférant cette compétence. Ce transfert devait en principe être effectif au 1er janvier 2020, mais la loi Ferrand-Fesneau du 3 août 2018 a introduit la possibilité d’un report de ce transfert au 1er janvier 2026,.

#### Assainissement des eaux usées
En 2020, la commune de Léchelle ne dispose pas d'assainissement collectif,.
L’assainissement non collectif (ANC) désigne les installations individuelles de traitement des eaux domestiques qui ne sont pas desservies par un réseau public de collecte des eaux usées et qui doivent en conséquence traiter elles-mêmes leurs eaux usées avant de les rejeter dans le milieu naturel. La communauté de communes du Provinois assure pour le compte de la commune le service public d'assainissement non collectif (SPANC), qui a pour mission de vérifier la bonne exécution des travaux de réalisation et de réhabilitation, ainsi que le bon fonctionnement et l’entretien des installations,.

#### Eau potable
En 2020, l'alimentation en eau potable est assurée par le syndicat de l'Eau de l'Est seine-et-marnais (S2E77) qui en a délégué la gestion à l'entreprise Veolia, dont le contrat expire le 16 mars 2032,,.

## Population et société
L'évolution du nombre d'habitants est connue à travers les recensements de la population effectués dans la commune depuis 1793. Pour les communes de moins de 10 000 habitants, une enquête de recensement portant sur toute la population est réalisée tous les cinq ans, les populations de référence des années intermédiaires étant quant à elles estimées par interpolation ou extrapolation. Pour la commune, le premier recensement exhaustif entrant dans le cadre du nouveau dispositif a été réalisé en 2005.

En 2022, la commune comptait 577 habitants, en évolution de −2,53 % par rapport à 2016 (Seine-et-Marne : +3,92 %, France hors Mayotte : +2,11 %).
| 1793 | 1800 | 1806 | 1821 | 1831 | 1836 | 1841 | 1846 | 1851 |
| ---- | ---- | ---- | ---- | ---- | ---- | ---- | ---- | ---- |
| 354  | 388  | 392  | 417  | 452  | 449  | 450  | 451  | 525  |

| 1856 | 1861 | 1866 | 1872 | 1876 | 1881 | 1886 | 1891 | 1896 |
| ---- | ---- | ---- | ---- | ---- | ---- | ---- | ---- | ---- |
| 530  | 532  | 513  | 453  | 488  | 456  | 444  | 472  | 495  |

| 1901 | 1906 | 1911 | 1921 | 1926 | 1931 | 1936 | 1946 | 1954 |
| ---- | ---- | ---- | ---- | ---- | ---- | ---- | ---- | ---- |
| 621  | 492  | 467  | 366  | 458  | 478  | 460  | 452  | 457  |

| 1962 | 1968 | 1975 | 1982 | 1990 | 1999 | 2005 | 2006 | 2010 |
| ---- | ---- | ---- | ---- | ---- | ---- | ---- | ---- | ---- |
| 410  | 355  | 350  | 413  | 490  | 525  | 530  | 530  | 558  |

| 2015 | 2020 | 2022 | - | - | - | - | - | - |
| ---- | ---- | ---- | - | - | - | - | - | - |
| 588  | 583  | 577  | - | - | - | - | - | - |

## Économie

### Secteurs d'activité
En 2018, la commune était classée en zone de revitalisation rurale (ZRR), un dispositif visant à aider le développement des territoires ruraux principalement à travers des mesures fiscales et sociales. Des mesures spécifiques en faveur du développement économique s'y appliquent également. Le classement des communes en ZRR était valable jusqu’au 31 décembre 2020,.

#### Agriculture
Léchelle est dans la petite région agricole dénommée la « Brie champenoise » (ou Provinois), une partie de la Brie autour de Provins. En 2010, l'orientation technico-économique de l'agriculture sur la commune est la culture de céréales et d'oléoprotéagineux (COP).
Si la productivité agricole de la Seine-et-Marne se situe dans le peloton de tête des départements français, le département enregistre un double phénomène de disparition des terres cultivables (près de 2 000 ha par an dans les années 1980, moins dans les années 2000) et de réduction d'environ 30 % du nombre d'agriculteurs dans les années 2010. Cette tendance se retrouve au niveau de la commune où le nombre d’exploitations est passé de 12 en 1988 à 10 en 2010. Parallèlement, la taille de ces exploitations augmente, passant de 123 ha en 1988 à 154 ha en 2010.
Le tableau ci-dessous présente les principales caractéristiques des exploitations agricoles de Léchelle, observées sur une période de 22 ans : 
|                                      | 1988  | 2000  | 2010  |
| ------------------------------------ | ----- | ----- | ----- |
| Dimension économique,                |       |       |       |
| Nombre d’exploitations (u)           | 12    | 10    | 10    |
| Travail (UTA)                        | 23    | 14    | 12    |
| Surface agricole utilisée (ha)       | 1 477 | 1 324 | 1 536 |
| Cultures                             |       |       |       |
| Terres labourables (ha)              | 1 476 | 1 324 | 1 536 |
| Céréales (ha)                        | 1 048 | 845   | 922   |
| dont blé tendre (ha)                 | 702   | 718   | 710   |
| dont maïs-grain et maïs-semence (ha) | 228   | 47    | 41    |
| Tournesol (ha)                       | 47    | s     |       |
| Colza et navette (ha)                | 32    | 62    | 254   |
| Élevage                              |       |       |       |
| Cheptel (UGBTA)                      | 4     | 0     | 0     |

## Culture locale et patrimoine

### Personnalités liées à la commune
Jean-Pierre Freyburger, maitre boulanger-pâtissier, président de l'association patronale des boulangers-pâtissiers neuchatelois, membre-fondateur du musée des moulins du Col-des-Roches.
Ne en 1945 et décède en 2006.
Il a marque de son empreinte le canton de Neuchatel de par son extraordinaire qualité professionnelle et de par son dévouement dans les diverses associations des montagnes neuchateloises.
il fut le créateur des fameuses pendules en chocolat.

### Héraldique
| Blason de Léchelle | Blason  | Parti: au 1er de gueules à l'arbre d'argent sur un mont de sable, au 2e d'or à la roue de moulin de sable; au chef d'azur bastillé de trois pièces et chargé d'une larme d'or accostée de deux fleurs de lis du même. |
| Blason de Léchelle | Détails | * Il y a là non-respect de la règle de contrariété des couleurs : ces armes sont fautives (sable sur gueules). Le statut officiel du blason reste à déterminer.                                                       |